# ワラウ
ワラウ（warau）は、株式会社オープンスマイルが運営するポイントサイト。運営実績22年、会員数は260万人。

## 概要
2001年5月株式会社オープンスマイルを設立、ポイントサイトワラウを主軸に事業を展開する。
尚オープンスマイルはJIPC（日本インターネットポイント協議会）に加盟している。

## サービス内容
ネットショッピングを利用する際にワラウを経由すると、ポイントが貯まる。
500ポイント貯めると、現金への交換、ポイント交換サイトのポイントに交換、共通ポイントなどに交換出来る。また、ワラウサイト内に設置されている、ゲームコンテンツ等でポイントを貯める事も可能。